# Pseudispa
Pseudispa es un género de escarabajos  de la familia Chrysomelidae. En 1875 Chapuis describió el género. Contiene las siguientes especies:
- Pseudispa annulicornis (Pic, 1934)
- Pseudispa baeri (Pic, 1928)
- Pseudispa basicornis (Pic, 1928)
- Pseudispa bellula Staines, 2002
- Pseudispa breveapicalis (Pic, 1934)
- Pseudispa bruchi (Weise, 1904)
- Pseudispa brunni (Weise, 1910)
- Pseudispa clara (Weise, 1904)
- Pseudispa fulvolimbata (Baly, 1858)
- Pseudispa gemmans (Baly, 1885)
- Pseudispa humerosa (Weise, 1904)
- Pseudispa marginata (Guérin-Méneville, 1844)
- Pseudispa quadricolor (Weise, 1921)
- Pseudispa sinuata Staines, 2002
- Pseudispa tuberculata Staines, 2002
- Pseudispa viridis (Pic, 1934)
- Pseudispa zikani (Uhmann, 1935)